# 吉野孝義
吉野 孝義（よしの たかよし、1947年6月2日 - ）は、日本の元裁判官。京都地方裁判所所長、大阪地方裁判所所長などを歴任した。

## 略歴
- 1973年 司法修習生
- 1975年 大阪地方裁判所判事補

公害等調整委員会事務局、東京地方裁判所で勤務
- 1984年 裁判所書記官研修所教官
- 1987年 仙台地方・家庭裁判所判事
- 1991年 神戸地方裁判所判事
- 1994年 福岡法務局訟務部長
- 1995年 大阪法務局訟務部長
- 1997年 大阪地方裁判所部総括判事
- 1999年 大阪国税不服審判所所長
- 2001年 大阪地方裁判所部総括判事
- 2007年3月31日 京都地方裁判所所長
- 2010年1月 大阪地方裁判所所長
- 2012年6月 定年退官
- 2018年4月 瑞宝重光章を受章

| スタブアイコン | サブスタブ | この項目は、まだ閲覧者の調べものの参照としては役立たない、人物に関連した書きかけの項目です。この項目を加筆・訂正などしてくださる協力者を求めています（P:人物伝/PJ:人物伝）。 |